# Eksperyment Hersheya-Chase

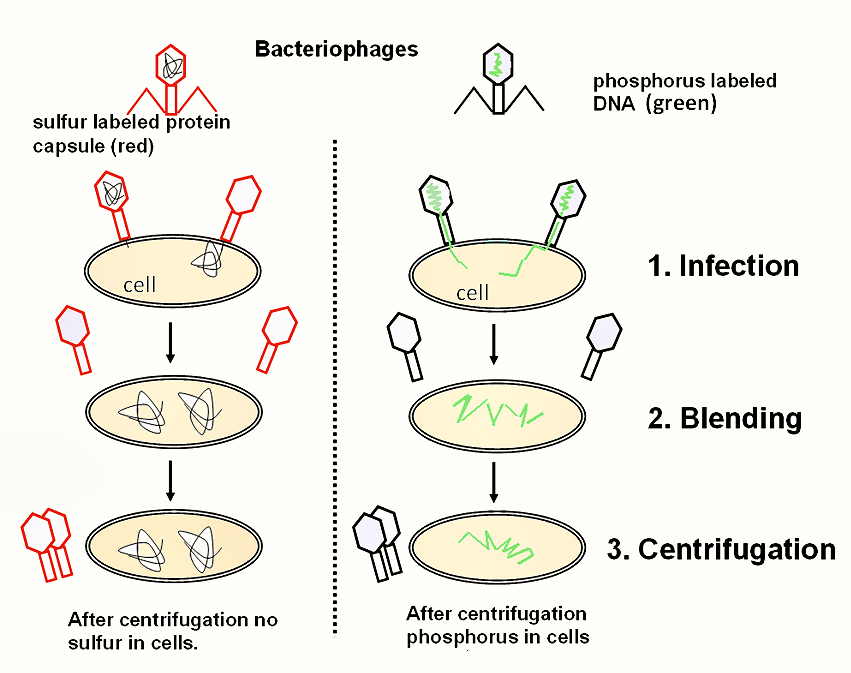
Eksperyment Hersheya-Chase. 1. Infekcja. 2. Wytrząsanie. 3. Wirowanie. Kolor czerwony – białko znakowane ^{35}S; kolor zielony – DNA znakowany ^{32}P

Eksperyment Hersheya-Chase – doświadczenie przeprowadzone w 1952 r. przez Alfreda Hersheya i Marthę Chase. Polegał na zakażeniu bakterii Escherichia coli bakteriofagiem T2 i wykazał jednoznacznie, że DNA jest nośnikiem informacji genetycznej u bakteriofagów. 
Wiadomo dziś, że fag T2 składa się tylko z białkowego płaszcza (kapsydu) oraz kwasu nukleinowego, a kiedy atakuje bakterię, do środka wprowadza wyłącznie kwas nukleinowy. W 1952 r. Alfred Hershey i Martha Chase jeszcze o tym nie wiedzieli i początkowym celem ich eksperymentu było zbadanie cyklu infekcyjnego bakteriofagów. Bakteriofagi znakowane były promieniotwórczymi izotopami fosforu 32P i siarki 35S, które dodano do pożywki, w której prowadzone były kolejne cykle infekcyjne na bakteriach. Izotop 32P znakuje wyłącznie DNA, natomiast 35S znakuje wyłącznie białka. Bakterie Escherichia coli infekowano znakowanymi fagami T2 i pozostawiono hodowlę na kilka minut, by umożliwić fagom wprowadzenie ich genów do bakterii. Następnie hodowlę wstrząsano w wytrząsarce, co powodowało odłączenie pustych kapsydów fagów od powierzchni bakterii. Stosując wirowanie udało się wyizolować bakterie zawierające geny faga. Sprawdzono, który izotop wniknął do ich wnętrza. Okazało się, że był to fosfor znakujący kwas nukleinowy. Było zatem jasne, że to DNA, a nie białko uczestniczy w przekazywaniu informacji genetycznej. 
Między innymi za to odkrycie Alfred Day Hershey otrzymał w roku 1969 nagrodę Nobla w dziedzinie fizjologii i medycyny.